# Let Iran Aseman Airlines 3704
Let Iran Aseman Airlines 3704 byl pravidelný vnitrostátní let 18. února 2018 v Íránu spojující letiště Teherán-Mehrabád a letiště Jásúdž. Letadlo ATR 72-500 společnosti Iran Aseman Airlines 50 minut po startu v cca 16:30 narazilo do hory Dena v pohoří Zagros. Na palubě zahynulo 59 cestujících a 6 členů posádky. Letoun imatrikulace EP-ATS byl starý 24,3 let.
Vrak byl nalezen 19. února 2018 pátracími týmy.